# Mácta làng Bêtania
Mác-ta thành Bê-ta-ni-a (tiếng Aramaic: מַרְתָּא Martâ) là một nhân vật Kinh Thánh, được đề cập trong các sách Phúc Âm Luca và Gio-an. Mác-ta được mô tả là một người phụ nữ sống tại làng Bê-ta-ni-a gần Jerusalem cùng với hai em của mình là La-da-rô và Ma-ri-a. Cô đã là nhân chứng trong phép lạ Chúa Giêsu cho La-da-rô sống lại.